# 平松翔馬
平松 翔馬（ひらまつ しょうま、1992年8月10日 - ）は、読売テレビのアナウンサー。

## 来歴・人物
大阪府高槻市の出身で、14歳年下の弟 がいる。
小学4年時に軟式野球を始めると、中学校を経て、大阪府立春日丘高等学校 と同志社大学法学部法律学科への在学中に硬式野球部に所属していた。アナウンサーを志したきっかけは、同志社大学体育会硬式野球部の投手として臨んだ社会人野球チームとの交流戦で実力の差を感じたことから、「プロ野球選手になるのは無理としても、スポーツアナウンサーになれば、野球について自分の言葉で伝えられるのではないか」と考えたことによるという。
大学卒業後の2015年4月にアナウンサーとして読売テレビへ入社した（同期のアナウンサーは諸國沙代子）。諸國と同じく阪神タイガースファンで、スポーツアナウンサーとしても、2020年7月31日に関西ローカルで放送された対横浜DeNAベイスターズ戦（阪神甲子園球場）中継（解説：藪恵壹・赤星憲広）でプロ野球中継の実況デビューを果たした。
2016年4月からは、『秘密のケンミンSHOW』第4代のデータ担当アナウンサーに起用された。前任者の増井渚（当時の先輩アナウンサー）が同年3月に退社したことにともなう抜擢 ながら、同番組で初めて、全国ネット番組へのレギュラー出演を果たしている。
2018年4月から、『あさパラ!』のレギュラーアナウンサーに起用された。2018年度のみ、先輩アナウンサーの立田恭三と週替わりで登場していた。立田が降板した2019年4月以降は、『あさパラS』へのリニューアル（2021年4月）を経て、同年6月末まで単独で出演している。
その一方で、2017年4月からは、『朝生ワイド す・またん!』の「スポーツすまたん」（スポーツコーナー）を担当した。2020年7月17日放送分のエンディングで、キャスター陣の1人（後輩アナウンサー）である中村秀香との結婚を揃って発表した。2022年8月には、中村との間に第1子（長女）を授かっている。
2023年の日本シリーズ・阪神対オリックス第4戦で自身初めての日本シリーズでの実況を担当したが、阪神寄りの実況を行ったうえに、9回裏に大山悠輔がサヨナラヒットを放った場面での「中嶋監督、満塁策失敗!!」と発言したことが問題視され、オリックスファンを中心にネット上で批判を浴びた。

## 出演番組

### 現在
- news zeroなどのニュース番組内で放送されるローカルニュース（不定期で担当）
- 各種スポーツ中継（プロ野球・バレーボール・サッカーなど）の実況・リポート
  - 2022年3月12日には、JAPAN RUGBY LEAGUE ONE（ジャパンラグビー　リーグワン）DIVISION 1第9節・コベルコ神戸スティーラーズ対リコーブラックラムズ東京戦（神戸総合運動公園ユニバー記念競技場）の関西ローカル向け生中継で実況を担当した（解説：大畑大介、リポーター：大野晃佳）。読売テレビがリーグワンの公式戦を自社制作で中継したことは、この試合が初めてである。

### 過去
- 朝生ワイド す・またん!（2017年4月4日 - 2024年2月26日「スポーツすまたん」コーナー担当）
  - 2017年4月4日 - 2020年9月25日 不定期
  - 2020年9月28日 - 2021年3月24日 月 - 水曜日 （週3回）
  - 2021年3月30日 - 2021年8月26日 火 - 木曜日 （週3回）
  - 2021年8月30日 - 2022年3月22日 月・火曜日 （週2回）
  - 2022年3月28日 - 2023年9月下旬 不定期
  - 2023年9月25日 - 2024年2月26日 隔週月曜日
- キューン!（2015年7月24日 - 、プレゼンター）
- 秘密のケンミンSHOW（2016年4月 - 2020年3月）
  - 読売テレビの東京支社が制作する全国ネット番組で、第4代のデータ担当アナウンサーとして、東京メディアシティでの収録に参加した。同局の男性アナウンサーからのレギュラー起用は、番組史上初めてだった。2020年4月の番組リニューアル（『秘密のケンミンSHOW　極』への改題）を機に、男性司会者のみのもんたと共に降板したため、『秘密のケンミンSHOW』としては最後のデータ担当になった。なお、『秘密のケンミンSHOW　極』へのリニューアル後は、後輩アナウンサーの佐藤佳奈がデータ担当に起用されている。
- あさパラ!→あさパラS（2018年4月7日 - 2021年6月26日、アシスタント）
- 情報ライブ ミヤネ屋（2022年8月15日、2023年2月16日）
  - 後輩アナウンサーである澤口実歩の休暇にともなうアシスタント代理として出演。
- かんさい情報ネットten.（2022年8月15日）
  - 後輩アナウンサーである岩原大起の休暇にともなうサブキャスター代理として出演。